# Decode
Singles de Paramore
That's What You Get Ignorance
Pistes de Twilight (Original Motion Picture Soundtrack) & Brand new eyes (Edition internationale)
All I Wanted
Decode est une chanson du groupe de punk-rock américain Paramore, qui a été créée et utilisée pour promouvoir la bande originale du film Twilight, chapitre I : Fascination. Le single est sorti le 19 novembre 2008 aux États-Unis, le 13 décembre 2008 au Royaume-Uni et le 30 mars 2009 en France.
Le clip vidéo, réalisé par Shane Drake, a été tourné dans une forêt non loin de Nashville dans le Tennessee.
La chanson a été insérée comme bonus sur la version internationale de l'album Brand new eyes.